# 1820-е годы
1820-е (ты́сяча восемьсо́т двадца́тые) го́ды по григорианскому календарю — промежуток времени с 1 января 1820 года по 31 декабря 1829 года, включающий 1820 год 2-го десятилетия   и с 1821 по 1829 годы    3-го десятилетия XIX века 2-го тысячелетия.  Они закончились 196 лет назад.

## Важнейшие события

Регент провозглашает независимость Бразилии

- «Миссурийский компромисс» расширил и зафиксировал распространение рабства в США (1820). В Африке чёрные американские поселенцы основывают колонию на территории современной Либерии (1821) под покровительством Американского колонизационного общества.
- Испанская революция (1820). Французская интервенция в Испанию (1823). В результате Войны за независимость испанских колоний в Америке (1810—1826) объявляют независимость Мексика (1821), Великая Колумбия (1822), Федерация Центральной Америки (1824), Боливия (1825), Перу (1826). Команче-мексиканские войны[англ.] (1821—1870). Колумбийско-перуанская война (1828—1829).
- Португальская революция (1820). Мигелистские войны (1823—1834). Бразилия добивается независимости от Португалии (1821—1825). Аргентино-бразильская война (1821—1825) привела к образованию независимого государства — Уругвай.
- Восстание в королевстве обеих Сицилий (1820)[фр.]. Пьемонтская революция (1821).
- Открыта Антарктида (1820, Ф. Беллинсгаузен и М. Лазарев, Э. Брансфилд, Н. Палмер).
- Восстание Джангир-ходжи в Восточном Туркестане (1820—1826).
- Греческая революция против господства Османской империи (1821—1830). Разгон янычарского корпуса (1826). Наваринское сражение (1827). Русско-турецкая война (1828—1829).
- США провозглашают «Доктрину Монро» (1823)
- Первая англо-бирманская война (1823—1826). Англо-голландская конвенция (1824). Чёрная война в Тасмании. Легализация профсоюзов в Великобритании (1824).
- Яванская война (1825—1830).
- Вторжение Персии после восстания декабристов (1825) обернулось для неё поражением и потерей территорий в ходе Русско-персидской войны (1826—1828). Петербургское наводнение (1824).

## Культура

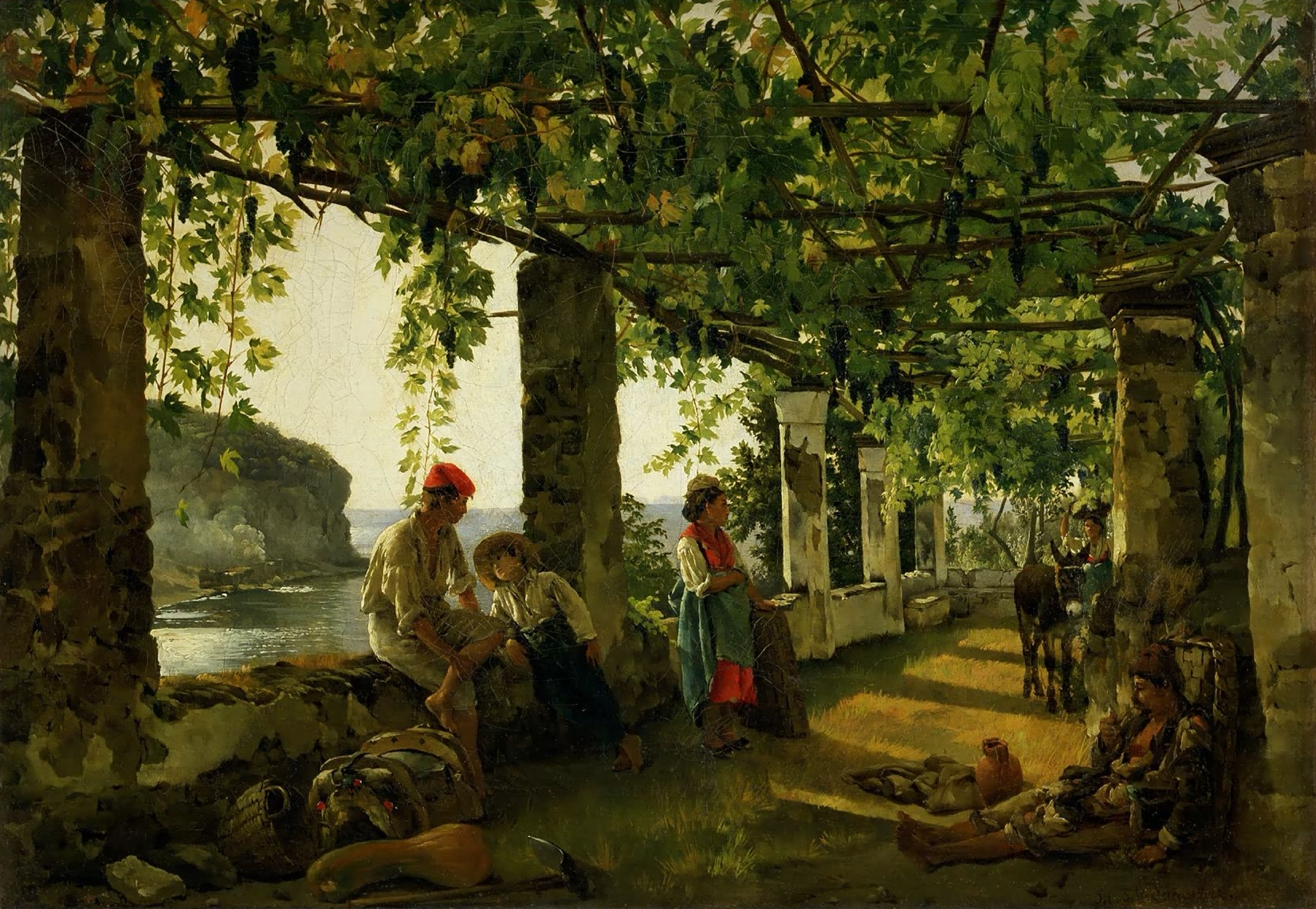
«Веранда, обвитая виноградом» (1828; Щедрин С. Ф.)

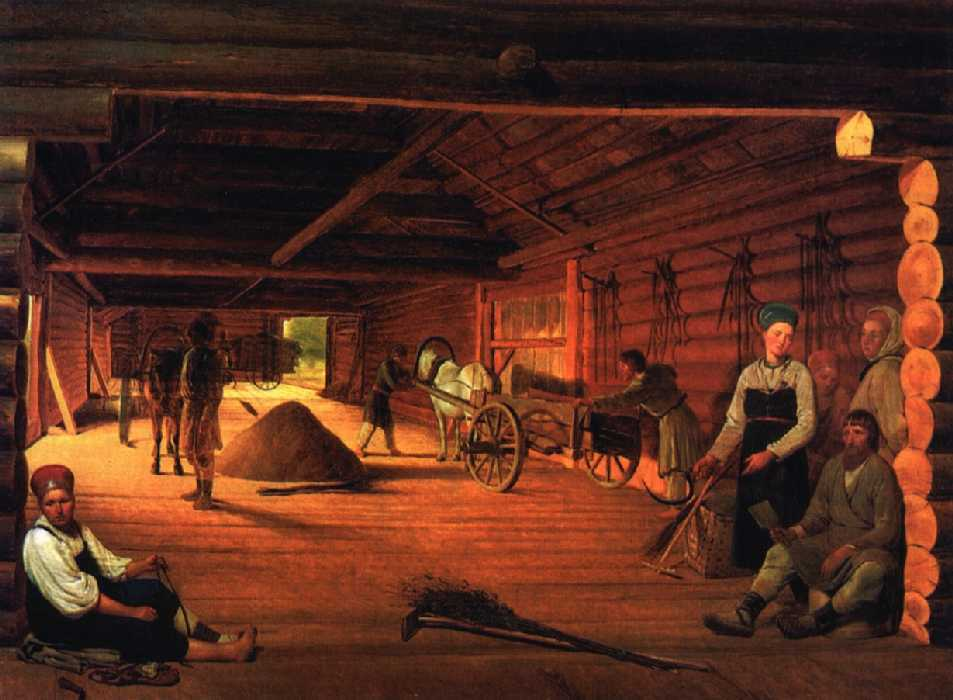
Гумно (1823; Венецианов)

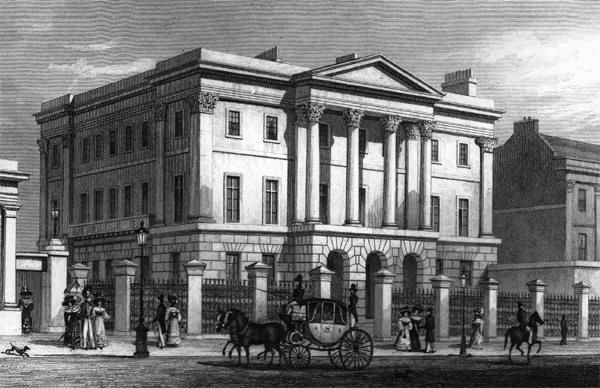
Эпсли-хаус

- Адмиралтейство Санкт-Петербурга полностью перестроено (1823)
- Кацусика Хокусай (1760—1849), художник. «Победный ветер. Ясный день» (1829) из серии «Тридцать шесть видов Фудзи».

### Музыка
- Бетховен (1770—1827) композитор. «Симфония № 9» (1824).
- Алябьев, Александр Александрович (1787—1851), композитор. «Вечерний звон» (1828).
- Шуберт, Франц (1797—1828), композитор. «Прекрасная мельничиха» (1823). «Третья песня Эллен» (1825).

### Изобретения
- Арифмометр (серийное производство — 1820; Charles Xavier Thomas)[1]
- Огюстен Коши опубликовал труд «Алгебраический анализ» (1821)
- Расшифрованы египетские иероглифы (1822; Шампольон, Жан-Франсуа; Розеттский камень)
- Разностная машина Чарльза Бэббиджа (1822).
- Второе начало термодинамики (1824; Сади Карно; «Reflections on the Motive Power of Fire»)
- Серные спички (1826; John Walker)
- Электромотор (демонстрация мощного электромотора — 1829; Джозеф Генри)
- Неевклидова геометрия (1829; Лобачевский, Николай Иванович)